# Philippus Brietius
Philippus Brietius (en francés, Philippe Briet) (1601-1668) fue un historiador y cartógrafo jesuita francés del siglo XVII. Nació en la comuna de Abbeville pero vivió en París.
Brietius se convirtió en jesuita a los 18 años. Viajó a la Tierra Santa, recolectando información para sus mapas en el trayecto. Enseñó geografía en Rouen y en el College de Clermont en París.

## Lista de obras
- Agudo dicta omnium veterum Latinorum poetarum opus editum ad usum serenissimi Ducis Guisii... de omnibus iisdem poeticis syntagma. París, F. Muguet, 1664
- Theatre Geographique de l'Europe. París, Pierre Mariette.
- Paralela Geographiae. Veterus et Novae 1648, Atlas 1653.